# …Et les Martiens invitèrent les hommes
…Et les Martiens invitèrent les hommes est le sixième roman de la série Les Conquérants de l'impossible écrite par Philippe Ébly. Ce roman est paru pour la première fois en 1974 chez Hachette dans la collection Bibliothèque verte.
Le roman évoque les aventures du trio d'aventuriers (« Les Conquérants de l'impossible ») sur la planète Mars.

## Résumé
Le professeur Lorenzo a créé un vaisseau spatial dans le but d'explorer la planète Mars. Outre le professeur et une femme médecin, trois aventuriers font partie du voyage : Serge (narrateur du récit), Xolotl et Thibaut. 
Le voyage se déroule sans incident et les voyageurs atterrissent sur Mars. Grâce à une invention du professeur, on peut marcher sur Mars sans subir le très grand froid qui y règne et sans porter de combinaison spatiale. Les explorateurs font la connaissance des Martiens. Ceux-ci, dotés d'une belle fourrure, sont plus petits que les humains, ils ont une grosse tête apposée sur de longues pattes. Les aventuriers découvrent que les extraterrestres sont sympathiques et que l'on peut échanger avec eux grâce à leurs pouvoirs télépathiques. 
Tandis que le professeur, la femme médecin et Xolotl se laissent « envoûter » par une vie paresseuse en leur compagnie, Serge et Thibaut décident de continuer l'exploration de la planète. Ils découvrent une seconde espèce d'extraterrestres, de même morphologie que ceux déjà rencontrés, mais sans fourrure. Ces extraterrestres, tout aussi sympathiques, empêchent néanmoins Serge et Thibaut de quitter la demeure qui leur a été assignée. Les deux adolescents parviennent à fausser compagnie aux extraterrestres. Tout le monde rembarque dans le vaisseau spatial. Néanmoins Xolotl, dont le corps montre de graves défaillances, doit être plongé en biostase dans un bain d'azote liquide, tout comme Thibaut l'avait été involontairement pendant huit siècles. 
Le voyage de retour est plus difficile qu'à l’aller : les moteurs du vaisseau montrent des signes de défaillance et le vaisseau manque de percuter une comète. En fin de compte, le professeur parvient à poser le vaisseau sur la terre ferme. Xolotl est sorti de son coma artificiel et soigné avec succès.

## Les différentes éditions
- Publication(s) : 1974 chez Hachette (Bibliothèque verte)
  - 1974 : Hachette, Bibliothèque verte, cartonné, texte original. Illustrations d'Yvon Le Gall, 184 p.  (ISBN 2-01-000107-9)
  - 1984 : Hachette, Bibliothèque verte, cartonné (série hachurée). Illustrations d'Yvon Le Gall.